# Owen Sound Attack
Owen Sound Attack je kanadský juniorský klub ledního hokeje, který sídlí v Owen Soundu v provincii Ontario. Založen byl v roce 1989 po přestěhování týmu Guelph Platers do Owen Soundu. Od roku 1989 působí v juniorské soutěži Ontario Hockey League (dříve Ontario Hockey Association). Své domácí zápasy odehrává v hale Harry Lumley Bayshore Community Centre s kapacitou 3 500 diváků. Klubové barvy jsou červená, zlatá, černá a bílá.
Nejznámější hráči, kteří prošli týmem, byli např.: Andrej Sekera, Štefan Ružička, Brian McGrattan, Joel Ward, Andrew Shaw, Sean Avery, Marián Kacíř, Brent Johnson, Jan Šulc nebo Kirk Maltby.

## Historické názvy
Zdroj:
- 1989 – Owen Sound Platers
- 2000 – Owen Sound Attack

## Úspěchy
- Vítěz OHL (1×)
  - 2010/11

## Přehled ligové účasti
Zdroj:
- 1989–1994: Ontario Hockey League (Emmsova divize)
- 1994–1998: Ontario Hockey League (Centrální divize)
- 1998– : Ontario Hockey League (Středozápadní divize)